# Мухамед-Мирзаев, Хаваджи
Хава́(д)жи Мухамед-Мирза́ев (Магомед-Мирзоев) (1910, Алхазурово — 4 октября 1943, Черниговская область) — чеченец, участник Великой Отечественной войны, кавалерист, пулемётчик, гвардии старший сержант, Герой Советского Союза.

## Биография
Хаваджи Магомед-Мирзоев родился в селе Алхазурово. Окончил Грозненское педагогическое училище, работал учителем и директором школы в родном селе.
В 1930-х годах служил пограничником на Дальнем Востоке. Был ранен при задержании нарушителя границы и демобилизован по ранению. В 1940 году окончил школу среднего начальствующего состава Главуправления пожарной охраны в Ташкенте, после окончания которой работал инспектором пожарной охраны в Ленинабаде (Таджикистан).
Ушёл на фронт в сентябре 1941 года. Служил в кавалерийском полку помощником командира взвода 3-го эскадрона 16-й гвардейской Черниговской кавалерийской дивизии 7-го кавалерийского корпуса 61-й армии Центрального фронта. Участвовал в Сталинградской битве.
18 сентября 1943 года при штурме посёлка Березна Менского района Черниговской области огнём из пулемёта обеспечил атаку эскадрона в конном строю. За этот бой он был награждён орденом Красной Звезды.
28 сентября 1943 года Хаваджи в числе первых переправился на правый берег Днепра. Пулемётным огнём очистив берег от врага, он обеспечил успешное форсирование реки своим подразделениям. Был трижды ранен, но не оставил позиции, уничтожив 144 фашиста. Скончался от ран 4 октября.
Указом Президиума Верховного Совета СССР «О присвоении звания Героя Советского Союза генералам, офицерскому, сержантскому и рядовому составу Красной Армии» от 15 января 1944 года за «образцовое выполнение боевых заданий командования на фронте борьбы с немецкими захватчиками и проявленными при этом отвагу и геройство» Хаваджи Магомед-Мирзоеву было присвоено звание Героя Советского Союза (посмертно).
Четыре его брата также ушли на фронт. Из них живыми вернулись только двое.

## Память
- Поэт Азим Юсупов посвятил стихи Хаваджи Мухамед-Мирзаеву[4].
- П. Л. Лебедев написал о Мирзаеве художественно-документальную повесть «„Казбек“ принимает бой»[5].
- На месте его гибели у села Левковичи установлен памятник.
- Имя Мухамед-Мирзаева выбито на мемориальных досках вместе с именами всех 78 Героев Советского Союза 16-й гвардейской Черниговской кавалерийской дивизии, установленных в Национальном музее Республики Башкортостан и в музее 16-й гвардейской Башкирской кавалерийской дивизии в Уфе.
- Барельеф с изображением Хаваджи Мухамед-Мирзаева установлен в Мемориале Славы в Грозном.
- Именем Мухамед-Мирзаева названа улица в Урус-Мартане[6].
- В 1982 году на здании Грозненского педагогического училища (ул. Ляпидевского, 9) установили доску[7]:

Их имена бессмертны. Герои Советского Союза Ирбайхан Адельханович Бейбулатов, Хаваджи Магомед-Мирзоев. Выпускники Грозненского педагогического училища.